# 斯洛博茨科伊
58°43′N 50°11′E / 58.717°N 50.183°E
斯洛博茨科伊（俄语：Слободско́й）是俄羅斯基洛夫州中部的一個城市，位於維亞特卡河畔，距基洛夫東北35公里。2002年人口33,477人。
1505年首見於文獻，1780年設市。